# Владимир Бјеличић
Владимир Бјеличић (Београд, 24. децембар 1983) српски је уметник, кустос, историчар уметности и перформер.

## Биографија
Завршио је основне и мастер студије историје уметности на Филозофском факултету у Београду. Аутор је већег броја критичких текстова објављених у штампаним и дигиталним медијима, као и у каталозима београдских уметника. Стални је сарадник на пројекту „Сергина” британске уметнице Ели Kларк, заснованом на истраживању пост-телесних родних идентитета и сексуалности на интернету. Са Сенком Латиновић чини пост-кустоску формацију „Вокално кустоски синдром” и један је од оснивача дрег колектива „Ефемерне конфесије”.
За перформанс „Разоткривена природа или Приче о биљкама и радницима” добио је награду Пролећне изложбе УЛУС-а за 2020. годину. Рад за полазиште има испитивање могућности која произилази из интеракције људске и биљне врсте, посебно у контексту промишљања егзистенција у свету дехуманизујућег капитализма.
Своју прву самосталну изложбу под називом „Бела стена_превођење сећања” организовао је 21. априла 2021. године. Изложба представља пројекат заснован на личном и колективном памћењу којим се указује на изумрле друштвене идеје укорењене у принципима солидарности, колективног напора и јединства.

## Перформанси
- Понирање (2017)[5]
- Ја – Тим Рејквел, вођење кроз изложбу „Таштина малих разлика” Грејсона Перија (2017)[6]
- Разоткривена природа или Приче о биљкама и радницима (2018-)[7]

У склопу формације „Вокално кустоски синдром”:
- (2017)
- (2017)[8]
- Уметност је наш посао (2018)
- Српске лепе уметности - Не поновило се (2018)[9]
- Ви то умете и можете да остварите (2019)[10]
- Мит о двоглаву (2021)
- (2022)[11]

## Изложбе
- Бела стена_превођење сећања (2021)

## Кустоски пројекти
- Сигнал (2013)[12]
- Тело као режим (2015)[13]
- Фрагменти дуалности, Милица Лапчевић, Владимир Шојат (2018)[14]
- Слатка концептуална уметница нуди решење, Слатка концептуална уметница (2018)[15]
- Лепа сам као револуција, Милица Ракић (2019)[16]
- Загрљај за ЗЗ, Зое Гудовић (2020)[17]
- Корективне мере, Соња Радаковић, Бригита Антони и Катарина Алфа Јовановић (2022)[18]

## Награде
- Награда 91. Пролећне изложбе за рад „Разоткривена природа или Приче о биљкама и радницима” (2020)[19]